# Ölands runinskrifter 30
Ölands runinskrifter 30 är ett försvunnet vikingatida runstensfragment som fanns på Norra Möckleby kyrkogård, Norra Möckleby socken och Mörbylånga kommun. På den teckning som finns som avbildar runfragmentet finns enbart streck som antyder runor.